# Список заслуженных мастеров спорта СССР (стендовая стрельба)
| 1938 год |                               |            |                         |            |                     |    |
| 1        | Крейцер Борис Александрович   | 03.04.1938 | 14.05.1893 — ??.??.1968 |            |                     | 75 |
| 2        | Извеков Александр Георгиевич  | ??.12.1938 |                         | Киев       | «Наука»             |    |
| 1946 год |                               |            |                         |            |                     |    |
| 1        | Макеев Владимир Васильевич    | ??.03.1946 |                         | Москва     |                     |    |
| 2        | Рощупкин, П. В.               | ??.11.1946 |                         | Москва     | «Большевик»         |    |
| 1947 год |                               |            |                         |            |                     |    |
| 1        | Свентицкий Борис Николаевич   | ??.10.1947 | ??.??.1889 — ??.??.???? | Москва     | «Буревестник»       |    |
| 1948 год |                               |            |                         |            |                     |    |
| 1        | Бурденко Вера Илларионовна    | ??.01.1948 | ??.??.1906              | Свердловск | «Металлург Востока» |    |
| 2        | Шинкаренко Пётр Моисеевич     | ??.03.1948 |                         | Москва     | «Труд»              |    |
| 3        | Генкель Николай Карлович      | ??.11.1948 | ??.??.1889 — ??.05.1951 | Ленинград  | «Наука»             |    |
| 1950 год |                               |            |                         |            |                     |    |
| 1        | Бурденко Николай Алексеевич   | ??.12.1950 | ??.??.1905 — ??.??.???? | Свердловск | Советская Армия     |    |
| 2        | Леонтьев, Валентин И.         | ??.12.1950 | ??.??.???? — ??.??.???? |            | Советская Армия     |    |
| 3        | Капалкин Василий Михайлович   | ??.??.1950 | 21.06.1901 — 29.12.1972 |            |                     |    |
| 4        | Прудников Федор Кондратьевич  | ??.??.1950 | 16.09.1900 — ??.10.1967 |            |                     |    |
| 5        | Сухарев Сергей Сергеевич      | ??.??.1950 | 18.05.1911 — 08.05.1954 |            |                     |    |
| 1952 год |                               |            |                         |            |                     |    |
| 1        | Антонов, В. В.                | ??.??.1952 | ??.??.???? — ??.??.???? |            |                     |    |
| 1956 год |                               |            |                         |            |                     |    |
| 1        | Никандров Юрий Степанович     | ??.??.1956 | ??.??.1923 — ??.??.2018 | Одесса     |                     |    |
| 1958 год |                               |            |                         |            |                     |    |
| 1        | Смирнова Клавдия Ивановна     | ??.02.1958 | ??.??.1913              | Ленинград  | «Спартак»           |    |
| 1959 год |                               |            |                         |            |                     |    |
| 1        | Каплун Арий Иванович          | ??.11.1959 | 01.07.1930 — 07.12.2001 | Харьков    | «Авангард»          |    |
| 2        | Дурнев Николай Данилович      | ??.??.1959 | ??.??.1915 — ??.??.1991 | Харьков    | «Авангард»          |    |
| 1962 год |                               |            |                         |            |                     |    |
| 1        | Зименко Владимир Владимирович | ??.11.1962 | 29.12.1935              |            |                     |    |

### 1964
- Лосев, Олег Сергеевич 1929

### 1965
- Сеничев, Павел Васильевич 1924

### 1968
- Петров, Евгений Александрович

### 1969
- Цуранов, Юрий Филаретович 1936

### 1970
- Клекова (Сидорова), Юлия Васильевна 1947
- Цуранова (Гурвич), Лариса Семеновна 1947

### 1973
- Андреев, Владимир Михайлович 1947
- Андрошкин, Александр Иванович 1947
- Жгенти, Тариэл Варденович 1945

### 1978
- Герасина, Валентина Григорьевна 1937

### 1981
- Асанов, Александр Алексеевич 1953
- Имнаишвили, Тамаз Зурабович 1954

### 1982
- Дёмина (Якимова), Светлана Александровна 1961

### 1987
- Монаков, Дмитрий Витальевич

### 1989
- Шиширина (Рабая), Елена Павловна 1960